# El marido
El marido (en inglés: The Husband), es una novela del autor estadounidense Dean Koontz, publicada en 2006. Focus Features, en conjunto con Random House Films, anunciaron que se está trabajando en la adaptación de la película. Cuándo la película entrará en producción y cuándo se dará a conocer aún no se determina.

## Argumento
Una tarde cualquiera, un hombre normal y corriente, un jardinero de recursos modestos, recibe una llamada telefónica que invoca la peor de sus pesadillas: "Tenemos a su esposa. Puede recuperarla a cambio de dos millones en efectivo". Su interlocutor no bromea ni tampoco le preocupa que Mitch no pueda reunir semejante suma. Si quiere lo bastante a su mujer.
Y Mitch la quiere hasta ese punto. La quiere más que a su vida. Dispone de sesenta horas para demostrarlo. Tiene que haber encontrado dos millones de dólares cuando acabe el plazo. Pero él pagaría mucho. Pagaría cualquier cosa.
- Datos: Q3794575